# Никаноров Віктор Федорович
Віктор Федорович Никано́ров (24 липня 1929, Стара Івановка — 24 жовтня 1996, Черкаси) — український художник; член Спілки радянських художників України з 1967 року.

## Біографія
Народився 24 липня 1929 року в селі Старій Івановці (нині Саратовська область, Росія). 1950 року закінчив Саратовське художнє училище; у 1956 році — Львівський інститут прикладного та декоративного мистецтва, де навчався у Романа Сельського, Юрія Щербатенка, Вітольда Манастирського, Івана Гутурова. Дипломна робота — розпис панно Саратовського будинку культури імені Степана Разіна (керівник Василь Любчик, оцінка — відмінно).
Працював у Львівському товаристві художників; з 1964 року — у Львівському відділенні Художнього фонду УРСР; з 1965 року — у Черкаських художньо-виробничих майстернях. Мешкав у Черкасах в будинку на вулиці Свердлова/Байди-Вишневецького, № 32, квартира № 7. Помер у Черкасах 24 жовтня 1996 року.

## Творчість
Працював у галузі декоративного мистецтва, станкового та монументально-декоративного живопису. Серед робіт:
- «Рідні мотиви» (1960);
- «Гуцулка» (1960);
- «У парку» (1961);
- «Карпатські мотиви» (1963);
- «Бандуристи» (1964);
- «Визволене місто» (1964);
- «Бійці Першої кінної» (1967);
- «Доярки» (1967);
- «На довгу згадку» (1968);
- «Жнива» (1969);
- «Перші жнива» (1979);
- «О. Тканко» (1979);
- «Перемога» (1984).

Розписав аудиторію імені Тараса Шевченка у Львівському університеті (1961, у співавторстві).
Брав участь у республіканських виставках з 1960 року, всесоюзних — з 1965 року. 
Окремі полотна зберігаються у Черкаському художньому музеї.